# Púchov
Púchov (în germană Puchau, în maghiară Puhó) este un oraș din Slovacia.  Localitatea se află la altitudinea de 265 m deasupra n.m., se întinde pe o suprafață de 41,496 km2 și în 2017 număra 17.810 de locuitori.

## Istoric
Localitatea Púchov este atestată documentar din 1243.

## Demografie
| An:                | 1994   | 2004   | 2014   | 2024   |
| ------------------ | ------ | ------ | ------ | ------ |
| Număr de persoane: | 18.913 | 18.675 | 18.036 | 16.781 |
| Diferență:         |        | −1,25% | −3,42% | −6,95% |

| An:                | 2023   | 2024   |
| ------------------ | ------ | ------ |
| Număr de persoane: | 16.922 | 16.781 |
| Diferență:         |        | −0,83% |